# City of Dreams
City of Dreams är en mexikansk-amerikansk drama- och thrillerfilm som hade premiär den 5 april 2024 i USA. Filmen är regisserad av Mohit Ramchandani, som även svarat för filmens manus. Filmen är baserad på verkliga händelser.

## Handling
Filmen kretsar kring en mexikansk pojke som drömmer om att bli en fotbollsstjärna. Drömmarna krossar när han smugglas över gränsen och säljs till en "sweatshop" i Los Angeles.

## Rollista (i urval)
- Ari Lopez – Jesús
- Alfredo Castro – El Jefe
- Paulina Gaitán
- Diego Calva – Carlitos
- Renata Vaca – Elena
- Jason Patric – Stevens